# Kinashi no Karu
Le prince Kinashi no Karu (木梨軽皇子, Kinashi no Karu no Miko, mort circa 453) est un fils de l'empereur Ingyō.
Il a pour frères et sœurs la princesse Karu no Ōiratsume, le prince Anaho (empereur Ankō) et le prince Ōhatsuse Wakatake (empereur Yūryaku), enfants d'Ingyō  et d'Oshisaka no Ōnakatsuhime. Il est le fils ainé de son père.
Désigné prince héritier, il est accusé de relations incestueuses avec sa sœur, la princesse Karu no Ōiratsume.
Après la mort de son père, Anaho affronte Kinashi no Karu et le défait puis devient l'empereur Ankō. Selon le Kojiki, Kinashi no Karu est exilé dans la province d'Iyo puis se suicide.
Selon le Nihon Shoki, Karu no Ōiratsume est exilée dans la province d'Iyo pendant le règne de son père en raison de leur relation incestueuse et le prince Kinashi no Karu se suicide au cours de la bataille avec Anaho.

## Source de la traduction
- (en) Cet article est partiellement ou en totalité issu de l’article de Wikipédia en anglais intitulé « Prince Kinashi no Karu » (voir la liste des auteurs).